# Atentado de la iglesia de Mar Elias
El atentado a la iglesia de Mar Elias ocurrió el 22 de junio de 2025, cuando al menos un atacante abrió fuego y detonó un dispositivo explosivo dentro de la iglesia ortodoxa griega «Mar Elias» mientras la gente oraba en Damasco, Siria, matando al menos a 25 personas e hiriendo a otras 63. El Ministerio del Interior sirio afirmó que el Estado Islámico fue responsable del ataque suicida, mientras que un grupo que se hace llamar Saraya Ansar al-Sunnah se atribuyó la responsabilidad del atentado.

## Antecedentes
El ataque fue el primer atentado suicida en Damasco desde la caída del régimen de Assad en diciembre de 2024. El nuevo gobierno islamista, en un intento por ganarse a las minorías y mantener el control contra células durmientes terroristas, ha tratado de reforzar el orden aliándose con facciones rebeldes y armando grupos de vigilancia vecinal.
Los cristianos han expresado creciente preocupación por la libre portación de armas. El ataque ocurrió después de que sheikhs musulmanes visitaron barrios de Damasco pidiendo a residentes cristianos que se convirtieran al islam, y tras asesinatos en otras zonas en marzo y mayo. El Estado Islámico ha sido responsable de muchos ataques fallidos contra iglesias en la Siria post-Assad, persiguió a la minoría chiita en 2016, y a pesar de su derrota en Siria en 2019, ha seguido realizando varios ataques aprovechando debilidades de seguridad. Según el portavoz del Ministerio del Interior sirio Noureddine al-Baba y el ministro de Información Hamza Mostafa, el Estado Islámico y el gobierno anterior buscan desestabilizar Siria y atacar sus valores cívicos.

## Atentado
El 22 de junio de 2025, un atacante ingresó a la Iglesia Mar Elias en Dweilaa, Damasco, Siria, y comenzó a disparar contra las 350 personas que se encontraban en el interior, detonando un chaleco explosivo en la entrada cuando la multitud intentaba expulsarlo. En algún momento, el atacante lanzó una granada, según el obispo Moussa Khoury. La explosión causó graves daños, rompiendo vidrios, destruyendo bancas y esparciendo sangre y cuerpos.
Un sacerdote de la iglesia reportó la presencia de un segundo tirador, mientras que otro testigo afirmó haber visto a dos cómplices que huyeron antes de que comenzara el ataque.

## Responsables
Según el Ministerio del Interior sirio, el Estado Islámico fue el responsable. Además, el ministerio afirmó que los terroristas que atacaron la iglesia provenían del campo de refugiados de al-Hawl.
Inicialmente ningún grupo se atribuyó la autoría del atentado. Unos días después, Saraya Ansar al-Sunnah reivindicó el ataque a través de su canal de Telegram, identificando al atacante como Muhammad Zain al-Abidin Abu Uthman.
Mientras tanto, el Observatorio Sirio para los Derechos Humanos informó que un atacante herido fue llevado al Hospital al-Mujtahid, donde se descubrió posteriormente que estaba afiliado al Ministerio de Defensa de Siria y era originario de la Gobernación de Deir ez-Zor.

## Consecuencias
Medios estatales reportaron al menos 25 muertos y 63 heridos, muchos de gravedad. Medios locales informaron que había niños entre las víctimas.
El 23 de junio, el ministerio del interior sirio arrestó a un número no especificado de sospechosos cerca de Damasco. También se incautaron explosivos y una motocicleta trampa. Un día después, el ministerio anunció una serie de redadas contra escondites extremistas en Rif Dimashq, resultando en la captura de colaboradores y personal logístico identificado mediante imágenes de vigilancia del área.
El 24 de junio se realizó un servicio conmemorativo por nueve de las víctimas en la Iglesia de la Santa Cruz en Damasco. El patriarca Juan X habló durante el servicio conmemorativo.